# Francisco Peña (canoniste)
Francisco Peña (1540 - 1612) est un canoniste et théologien espagnol, d'origine aragonaise, actif à la Cour pontificale.
En 1578, il publie une nouvelle édition augmentée de commentaires du manuel des Inquisiteurs de Nicolas Eymerich, agrémentée d'une série de textes supplémentaires, qui va devenir une référence de base de définition de l'orthodoxie religieuse au XVIIe siècle. Dans son commentaire, il rappelle l'obligation imposée aux professeurs de manifester la vérité de la doctrine catholique et de réfuter les opinions des philosophes païens qui contredisent la foi.